# Улица Баумана (Казань)
Улица Ба́умана (тат. Бауман урамы) — главная и частично пешеходная улица в Казани, расположенная в историческом центре города, в Вахитовском районе. Является ядром Казанского посада.

## География
Улица начинается около Казанского кремля от площади Тысячелетия и продолжается на юго-восток, пересекая улицы Чернышевского, Мусы Джалиля, Кави Наджми, Астрономическую, Университетскую, и заканчивается на площади Тукая, где пересекается с улицей Пушкина. Ранее (до начала 2000-х годов) пересекалась с улицами Кремлёвская и Ташаяк.

## Административная принадлежность
В дореволюционное время и первые годы советской власти административно относилась к 1-й части города; после введения в городе административных районов относилась к Бауманскому (до 1994) и Вахитовскому (с 1994 года) районам.

## История

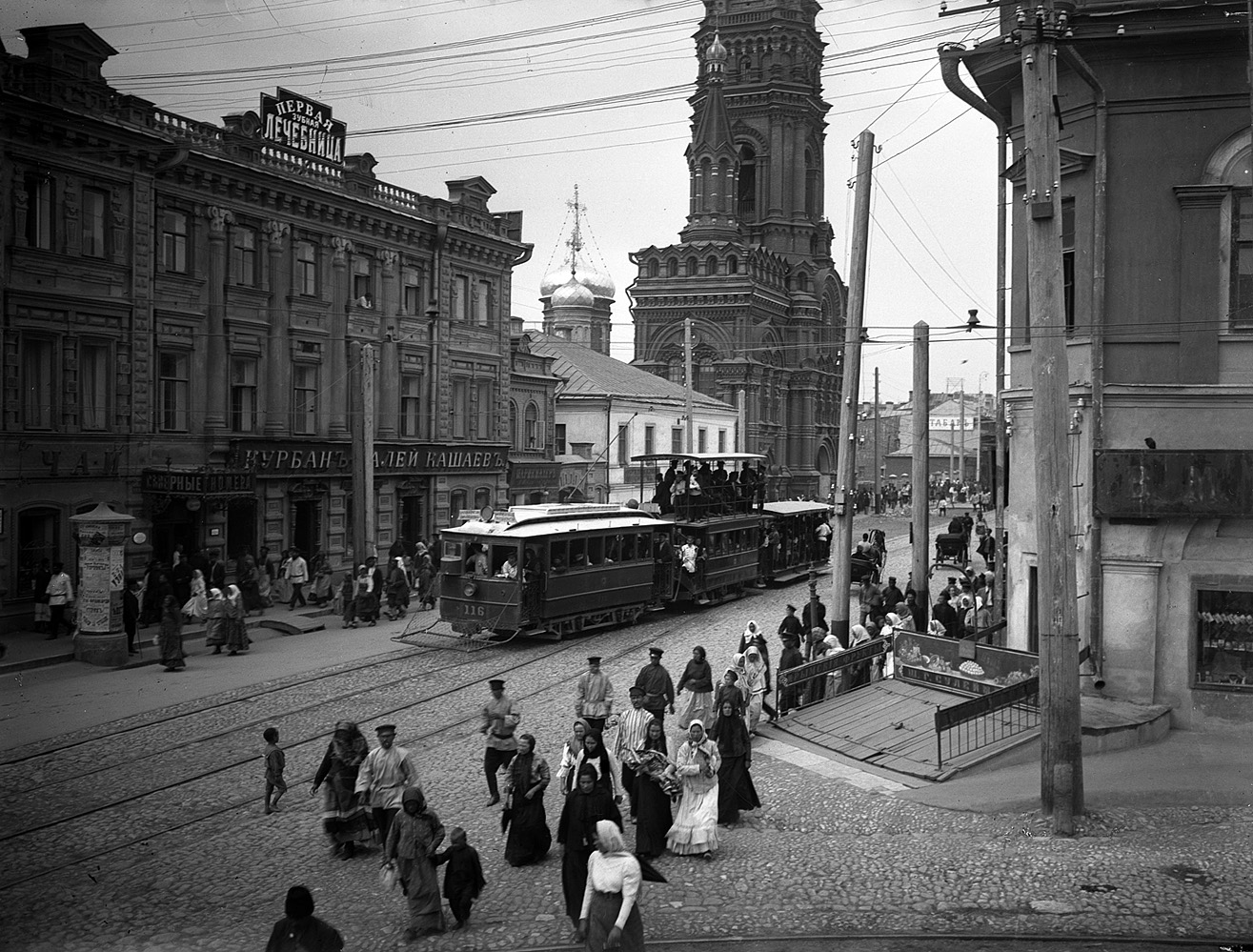
Улица в начале XX века

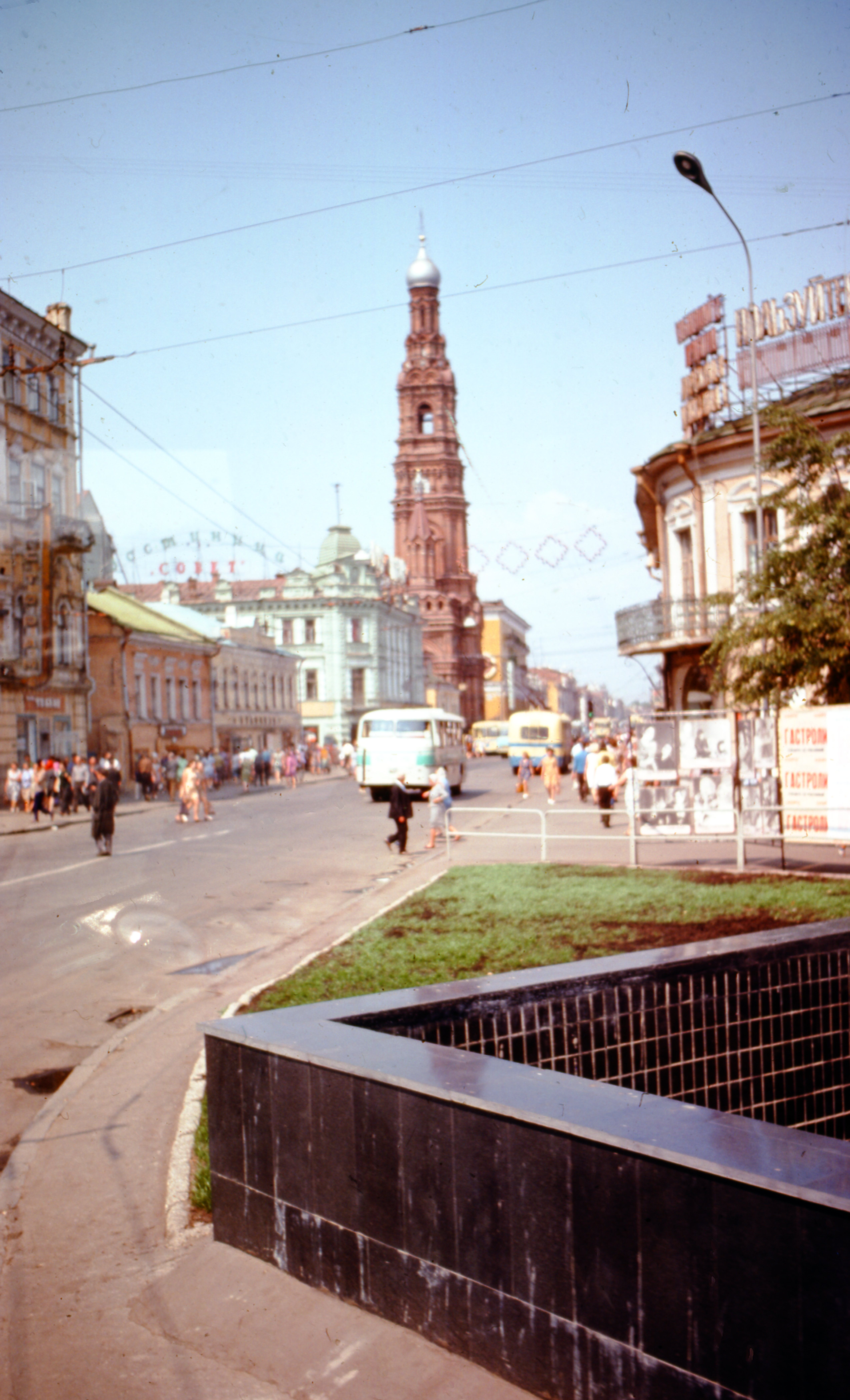
Улица Баумана в 1964 году

Улица Баумана — одна из самых старых улиц Казани. В эпоху Казанского ханства она называлась Ногайской дорогой. В 1552 году, во время штурма Казанского Кремля московскими войсками Ивана Грозного, обе его стены южнее и севернее улицы были проломлены взрывами, а улица была названа сначала Проломной, а затем Большой Проломной. В XVI веке, продолжая уже имевшуюся застройку северной части улицы, в её южной части возникла Новая слобода, получившая позже название Богоявленской по названию сооружённой здесь церкви. В 1930 году, улица была переименована в честь выходца из Казани революционера Баумана. Это название сохранилось до настоящего времени, хотя в постсоветское время предлагалось её переименовать в улицу Шаляпина.
Улица была красиво благоустроена и декорирована в начале 1990-х годов, а первой в городе пешеходной зоной стала в 1996 году. До этого по улице по проложенной в 1948 году первой в городе линии троллейбуса ходили его маршруты № 1,4 (ранее также 7) и несколько маршрутов автобуса, до 1935 года — трамвай, до 1899 года — конка. Транспортная доступность улицы осуществляется с расположенных в её начале и конце двух станций метро, а также с площади Тукая (троллейбус и автобус), с соседних улиц Островского и Кремлёвская (автобус), Право-Булачная (троллейбус и автобус).
На протяжении квартала в северной части улицы сооружена в конструкциях, но пока не отделана и не открыта (ввиду организационно-технических проблем с реконструкцией примыкающего здания гостиницы «Казань») торгово-развлекательная подземная галерея, из которой есть несколько отдельных выходов на улицу, а также предусмотрен выход в южный вестибюль станции метро «Кремлёвская».

## Современное состояние
Улица Баумана является районом торговли и развлечений, на ней находятся множество магазинов, ресторанов и предприятий быстрого питания, а также памятники, фонтаны, скамейки, навесы, фонарные столбы и прочие элементы благоустройства. На улице традиционно проводятся массовые народные гуляния в День республики и города, празднования Дня смеха, музыкальные, танцевальные и театрализованные представления, прочие мероприятия и акции, в том числе неформальных сообществ, а также на улице неизменно предлагают свои услуги уличные художники и играют уличные музыканты. Многолюдная в любое время года до поздней ночи, улица является одной из основных городских достопримечательностей, посещаемых в Казани туристами.
Протяжённость улицы составляет 1885 метров.

## Примечательные здания и сооружения
- № 1/2 — Иоанно-Предтеченский монастырь (XVII—XVIII века)[15].
- № 3 — здание городского магистрата[тат.] (1788, архитектор Василий Кафтырев, перестраивался в 1815 и 1844 годах)[15].
- № 5 — Никольский собор.
- № 7 — дом И. М. Щербакова (1866, архитектор Фома Петонди)[15].
- № 8 — дом А. В. Геркена (вторая половина XIX века, снесён)[15].
- № 9 — здание «Казанского подворья»[тат.] (1843—1848 гг., архитектор Фома Петонди, перестроен в 1902 г.)[15].
- № 10/1 — интендантские склады («Провинциальные магазины», вторая половина XVIII — первая половина XIX в.)[16].
- № 10 — дом Н. Ф. Андреянова (середина XIX века, снесён)[15].
- № 11 — дом М. П. Прибыткова (вторая половина XIX века, перестроен в 1894 г.)[15].
- № 12 — здание богадельни (1786 г., архитектор Василий Кафтырев, перестроено в 1885 году Павлом Аникиным[тат.])[15].
- № 13 — здание купеческой биржи[тат.] (1871 г., перестроен в 1966 году Муниром и Ингой Агишевыми)[15].
- № 14/1 — Лебедевские казармы (середина XIX века, снесены)[15].
- № 15 — дом А. С. Меркулова[тат.] (середина XIX века, снесены)[15].
- № 16/2 — дом А. Н. Свешникова (вторая половина XIX века, снесён)[15].
- № 17 — здание Городского общественного банка (1913 г., архитектор В. П. Александров)[15].
- № 19 — дом печати (1933—1935 гг., архитектор Семён Пэн)[15].
- № 20 — дом политпросвещения, позднее — здание Академии наук Республики Татарстан (1966 г., архитекторы Павел Саначин и Андрей Спориус)[15].
- № 21 — дом Г. И. Майкова (первая половина XIX века, перестроен в 1901 г.)[15].
- № 23 ― дом И. Т. Красильникова (середина XIX века)[15].
- № 24 — жилой дом завода «Точмаш»[17].
- № 25 ― дом Н. П. Понизовкина (середина XIX века, перестроен в 1863 году Петром Романовым)[15].
- № 27 ― дом А. Т. Маркова (1853 г., перестроен в 1915 году Фёдором Амлонгом)[15].
- № 29/11 — дом Б. А. Петцольд (первая половина XIX века, перестроен в 1888 г.)[15].
- № 30 — доходный дом товарищества Е. С. Смоленцева и Н. П. Шмелёва[тат.] (1907—1909 гг., архитектор Константин Олешкевич)[15].
- № 31/12 — дом татарской кулинарии[тат.][18].
- № 32 ― дом В. В. Щетинкина (первая половина XIX века, реконструирован в 1857 г.)[15].
- № 33 ― дом Х. Х. Денике (1850 г., перестраивался в 1855 и 1878 гг.)[15].
- № 34 ― дом В. В. Щетинкина[тат.] (1844 г., архитектор Фома Петонди, перестроен в 1856 г.)[15].
- № 35 — дом И. П. Оконишникова (1873, перестроен в 1899 г.)[15].
- № 36 — флигель В. В. Щетинкина (первая половина XIX века, перестроен в 1874 г.)[15].
- № 36/12 — дом В. И. Заусайлова (здание «Сибирских номеров»)[тат.] (первая половина XIX века, реконструирован в конце XIX — начале XX вв.)[15].
- № 37 — здание Государственного банка[тат.] (1914—1915 гг., архитекторы А. Г. Сапунов, В. А. Трифонов, Ф. П. Гаврилов, перестроен в 1990-х гг.)[15].
- № 38 ― дом И. И. Апакова — И. П. Лисицына (первая половина XIX века, реконструирован в 1857 г.)[15].
- № 39 ― дом Д. С. Волгина (1863, 1877, архитекторы Павел Аникин[тат.] и Р. Лященко)[15].
- № 40 — дом Иванова — В. И. Заусайлова (1840 г., перестроен в 1879 и 1899 гг., архитектор Фома Петонди)[15].
- № 41 ― дом П. С. Волкова (1868, архитектор Павел Аникин[тат.])[15].
- № 42/9 — дом Жарова[тат.] (1836—1838, архитектор Фома Петонди)[15].
- № 43 ― дом А. П. Фролова (середина XIX века, перестроен в 1875 г.)[15].
- № 44 — дом А. П. Смирнова — Е. С. Прибытковой, позднее — кинотеатр «Родина» (середина XIX века, архитектор П. С. Борисов)[15].
- № 45 — дом М. Т. Гагаева[тат.] (вторая половина XIX века)[15].
- № 46 — дом В. М. Лошкина — М. С. Щербакова (1849 г., перестроен в 1854 г., архитектор Иннокентий Бессонов)[15].
- № 47 — дом В. М. Ключникова (первая половина XIX века, перестроен в 1882 г.)[15].
- № 48 — дом С. С. Синякова — А. С. Меркулова[тат.], ныне театр имени Качалова (1833 г., перестроен в 1862, 1877, 1906, 1950 гг.)[15].
- № 49 — Аптека на Проломной, (первая половина XIX века, перестроен в 1860 и 1910—1912 гг.)[15].
- № 50 — дом Рязановой — Журавлёвых (первая половина XIX века, реконструирован в 1847 г.)[15].
- № 51/11 — дом Ф. П. Докучаева (1851 г., архитектор Иннокентий Бессонов, реконструирован в 1902 году Константином Олешкевичем)[15].
- № 52/9 — дом Е. Г. Воронкова — А. В. Калягина[тат.] (первая половина XIX века, перестроен в 1867 и 1913—1915 гг.)[15].
- № 54 ― дом А. Н. Свешникова (первая половина XIX века, перестроен в 1860 году Павлом Аникиным[тат.])[15].
- № 56 ― дом Е. Е. Ульянова — С. В. Золиной[тат.] (первая половина XIX века, перестроен в 1851 и 1877 гг.)[15].
- № 58 ― дом К. Григорьева[тат.] (первая половина XIX века, перестроен в 1859 году Павлом Жуковским)[15].
- № 58а ― дом К. Григорьева — М. С. Подуруева (первая половина XIX века, перестроен в 1851 и 1877 гг.)[15].
- № 60 — дом П. Минтьевой — Д. Д. Стадлер (1850 г., перестроен в 1886 г.)[15].
- № 62 — дом В. Е. Соломина — В. Б. Смолина (1857 г., перестроен в 1873 г.)[15].
- № 64 — дом А. И. Карповой (первая половина XIX века, перестроен в 1859 и 1881 гг.)[15].
- № 66 — дом Д. А. Щербакова — И. С. Одинцова (1871 г., перестроен в 1911 г.)[15].
- № 68 — дом В. К. Каретникова[тат.] (первая половина XIX века)[15].
- № 70 — дом П. В. Каретникова (1866 г., архитектор Павел Аникин[тат.])[15].
- № 72 — дом Г. Ш. Мукминова (1911 г., архитектор Василий Трифонов)[15].
- № 74 — дом К. Я. Калинина — Е. В. Жадиной[тат.] (1877 г., архитектор Павел Аникин[тат.] перестроен в 1911 году)[15].
- № 76 ― жилой дом мехобъединения (1954 г., архитектор Махмут Игламов[тат.])[15].
- № 78 — Богоявленский собор (1741—1756 гг.) с колокольней[тат.] (1897 г.), которая в начале XX века была самым высоким зданием города[15].
- № 80/7 — дом наследников З. Усманова — торговый дом Е. С. Смоленцева и Н. П. Шмелёва (1869—1873, перестроен в 1899 г., снесён в 2008 году)[15].
- № 82 — дом М. А. Ульяновой — Т. П. Платоновой (первая половина XIX века)[15].
- № 84 — дом А. П. Петрова (первая половина XIX века, перестроен в 1858 году Павлом Жуковским)[15].
- № 86/7 — здание гостиницы «Коммерческие номера»[тат.] (1906—1907 гг.)[15].
- памятник Шаляпину
- памятник карете Екатерины II — копия-реплика той, на которой Екатерина II приезжала в Казань в 1767 г.
- памятник Коту Казанскому — котам, взятым Елизаветой Петровной для ловли мышей в Зимнем дворце
- уличные часы в арабском стиле, где влюблённые часто назначают друг другу свидания
- фонтаны с фигурками голубей и лягушек, а также с фигуркой Су Анасы — героиней татарских сказок
- памятный знак «Нулевой меридиан Казани» — «точка отсчёта», каменный указатель, который информирует, что до Северного полюса — 3808 км, Нью-Йорка — 8033 км, Москвы — 722 км и так далее
- Аллея татарских звёзд
- станция метро «Кремлёвская» в начале улицы у Кремля
- станция метро «Площадь Тукая» в конце улицы на одноимённой площади

## Транспорт

### Трамвай
В 1875 году по улице была проложена «Проломная» линия конно-железной дороги («Толчок» — «Суконная слобода»). Несмотря на то, что формально конченой остановкой обеих существовавших («Волжской», и «Проломной») на тот момент линий конки был «Толчок», фактически их конечная остановка находилась на углу современных улиц Баумана и Чернышевского В 1899—1900 годах конка была заменена электрическим трамваем, и к 1905 году по разным участкам улицы проходили Волго-Проломная («Дальнее Устье» — «Суконная слобода»), Воскресенская («Кремль» — «земская учительская школа»), Екатерининская («Кремль» — «завод Крестовниковых») и Круговая линии трамвая. В годы Гражданской войны многие из линий перестали работать; в результате в 1922 году по улице ходил лишь один маршрут, получивший № 1. С 1925 года по улице стал ходить и маршрут № 4 («вокзал» — «Суконная слобода», по направлению к вокзалу), а в 1930 году к нему добавился маршрут № 5 («Суконная слобода» — «Ягодная слобода»). Они ходили по улице Баумана до 1933 и 1932 годов соответственно. С 1933 года по улице начал ходить безномерной маршрут «Казмашстроя» (позже № 9). В 1935 году трамвайное движение по южной части улицы было прекращено, однако по её северной части (между улицами Чернышевского и мостом) ещё некоторое время ходили трамваи № 7 и № 9.

### Троллейбус
Троллейбусное движение на улице открылось в 1948 году, когда через улицу Баумана по маршруту «трамвайное депо № 3» — «площадь Куйбышева» стал ходить троллейбус № 1. В 1960-х годах к нему добавились три маршрута: кольцевые 4а и 4б, и № 6 («вокзал» — «ВДНХ»), который вскоре был укорочен до площади Куйбышева. В 1986 году троллейбусная линия была перенесена с улицы Баумана на улицы Островского и Профсоюзная.

## Фотогалерея

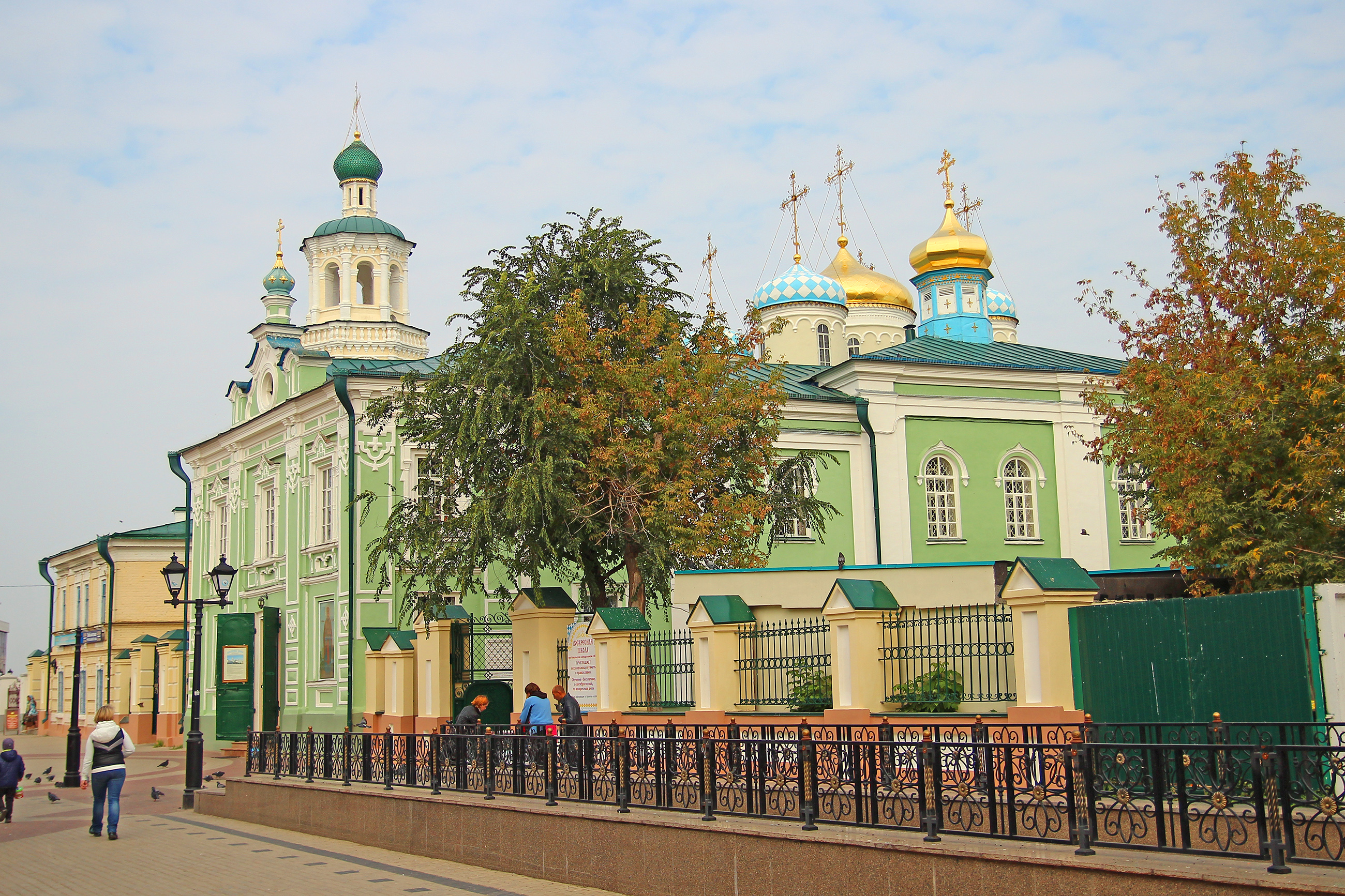
Никольский собор
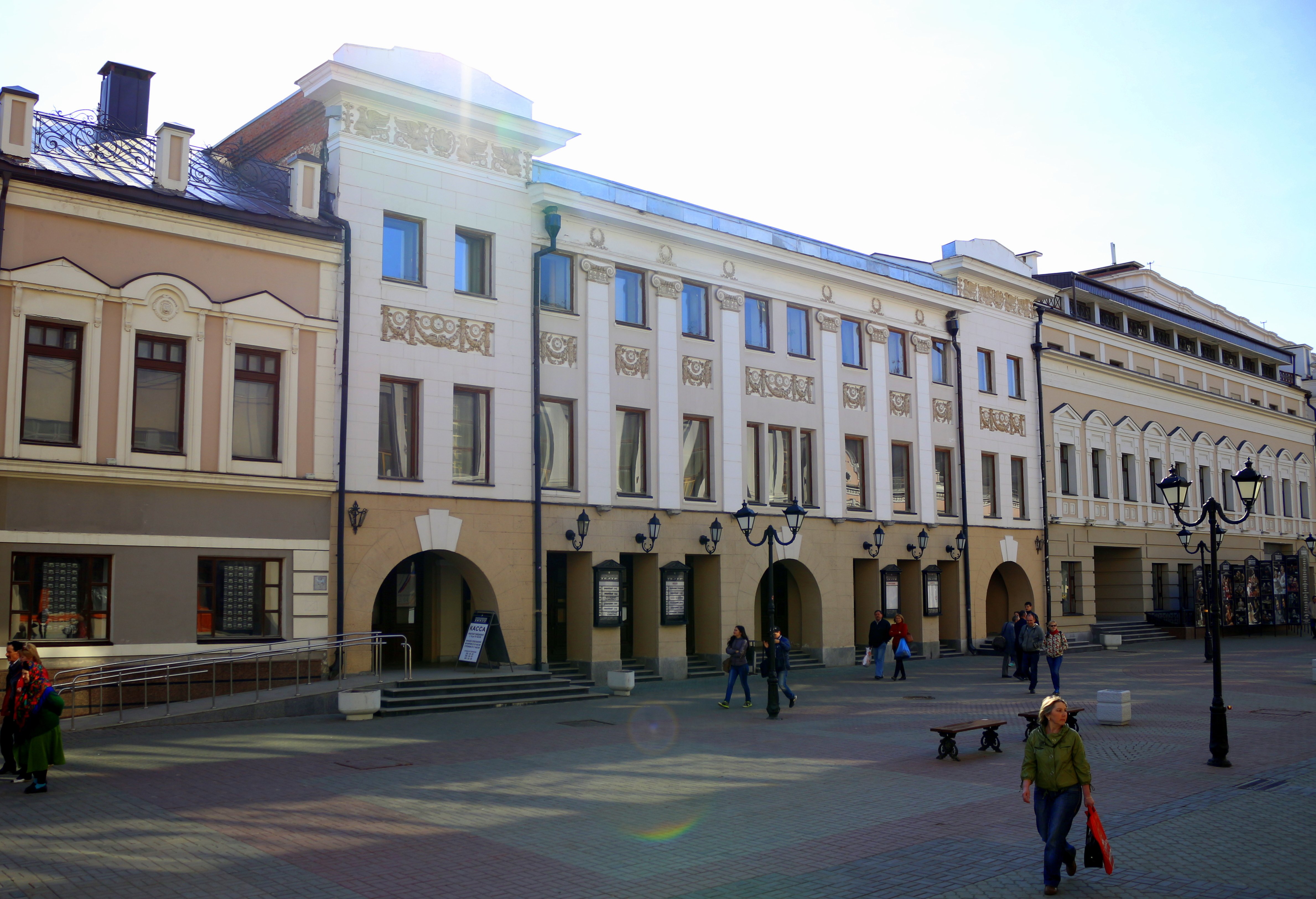
Русский Большой театр имени Качалова
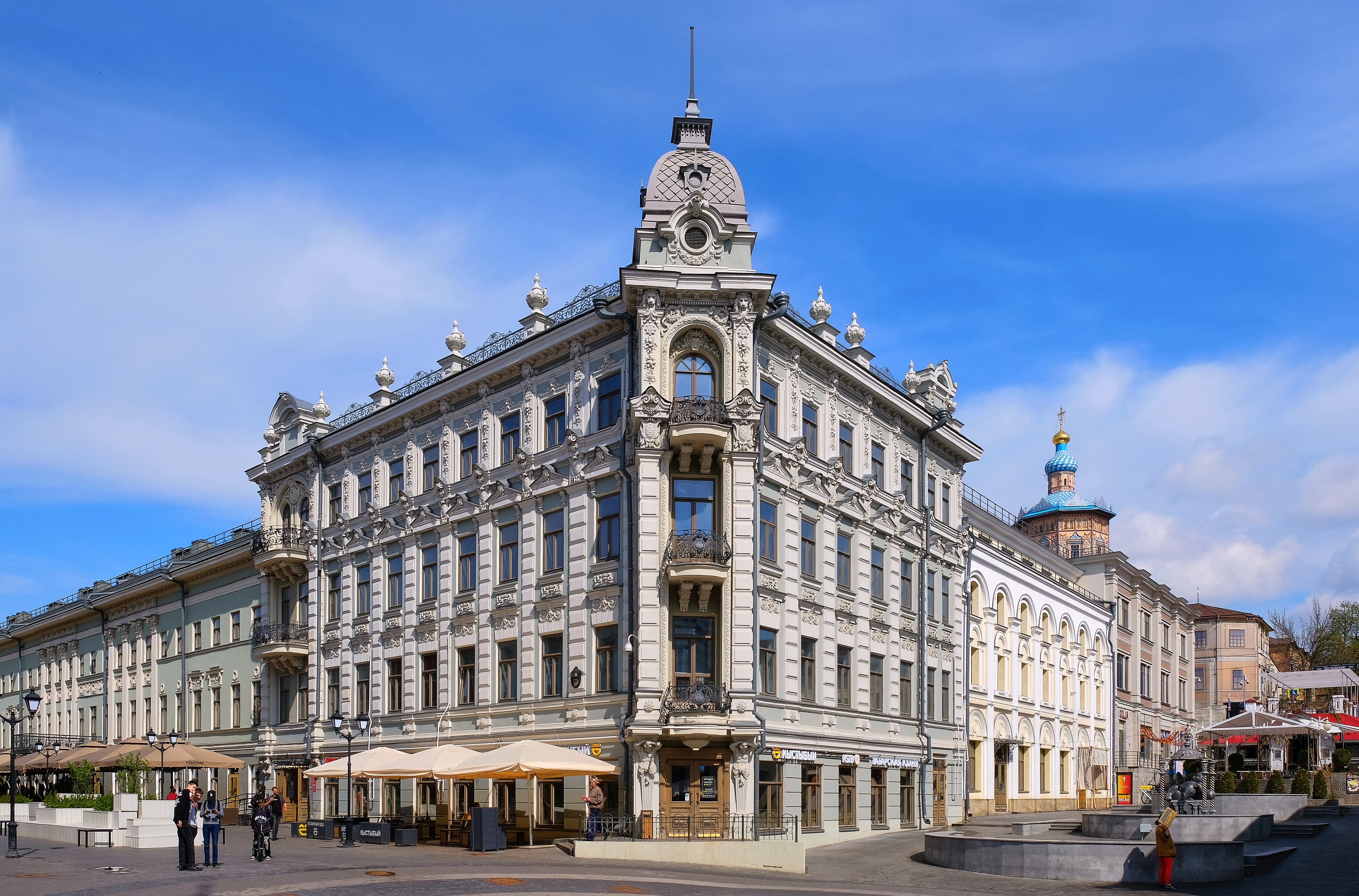
Номера Щетинкина
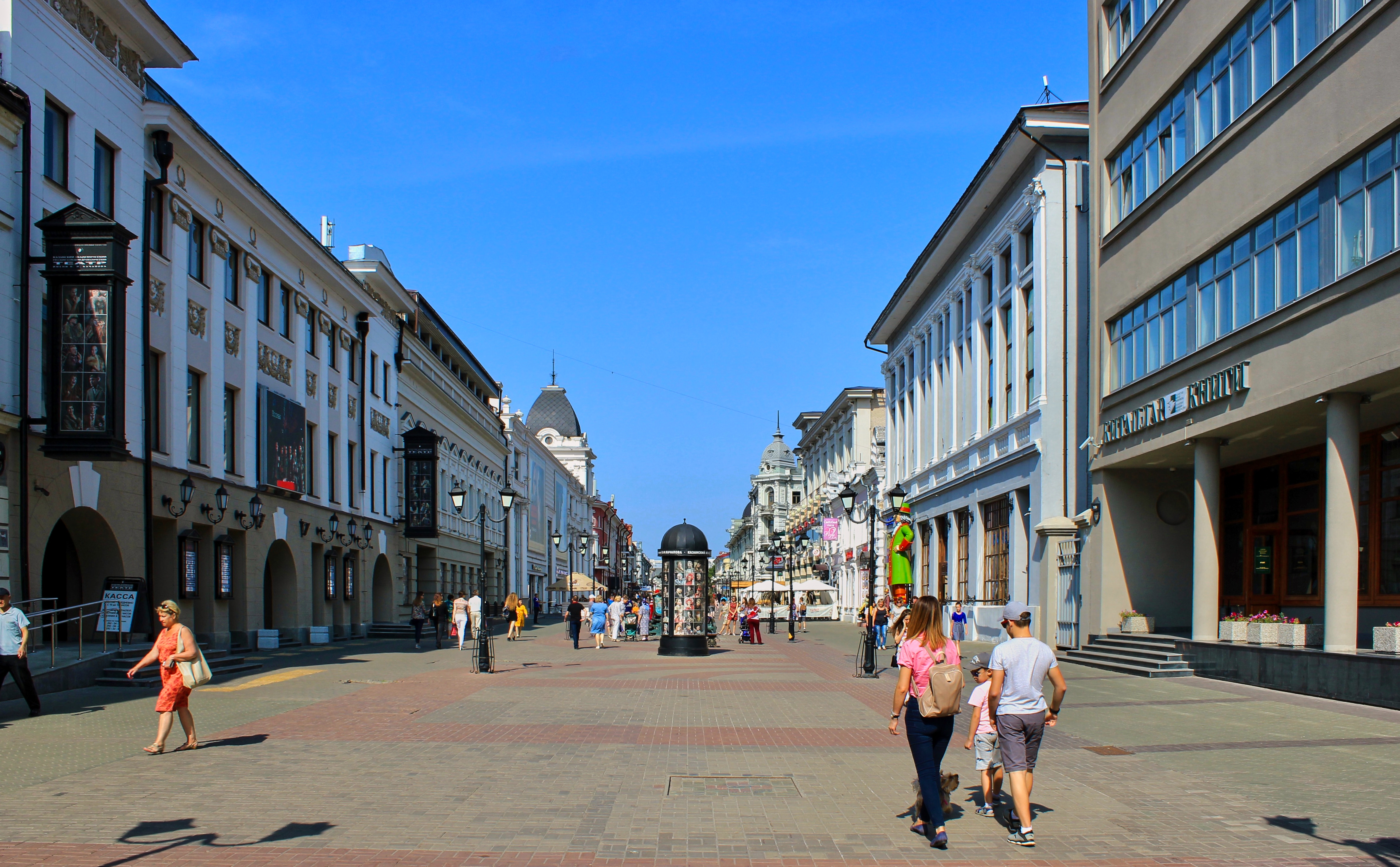
Вид на северо-запад от Дома печати
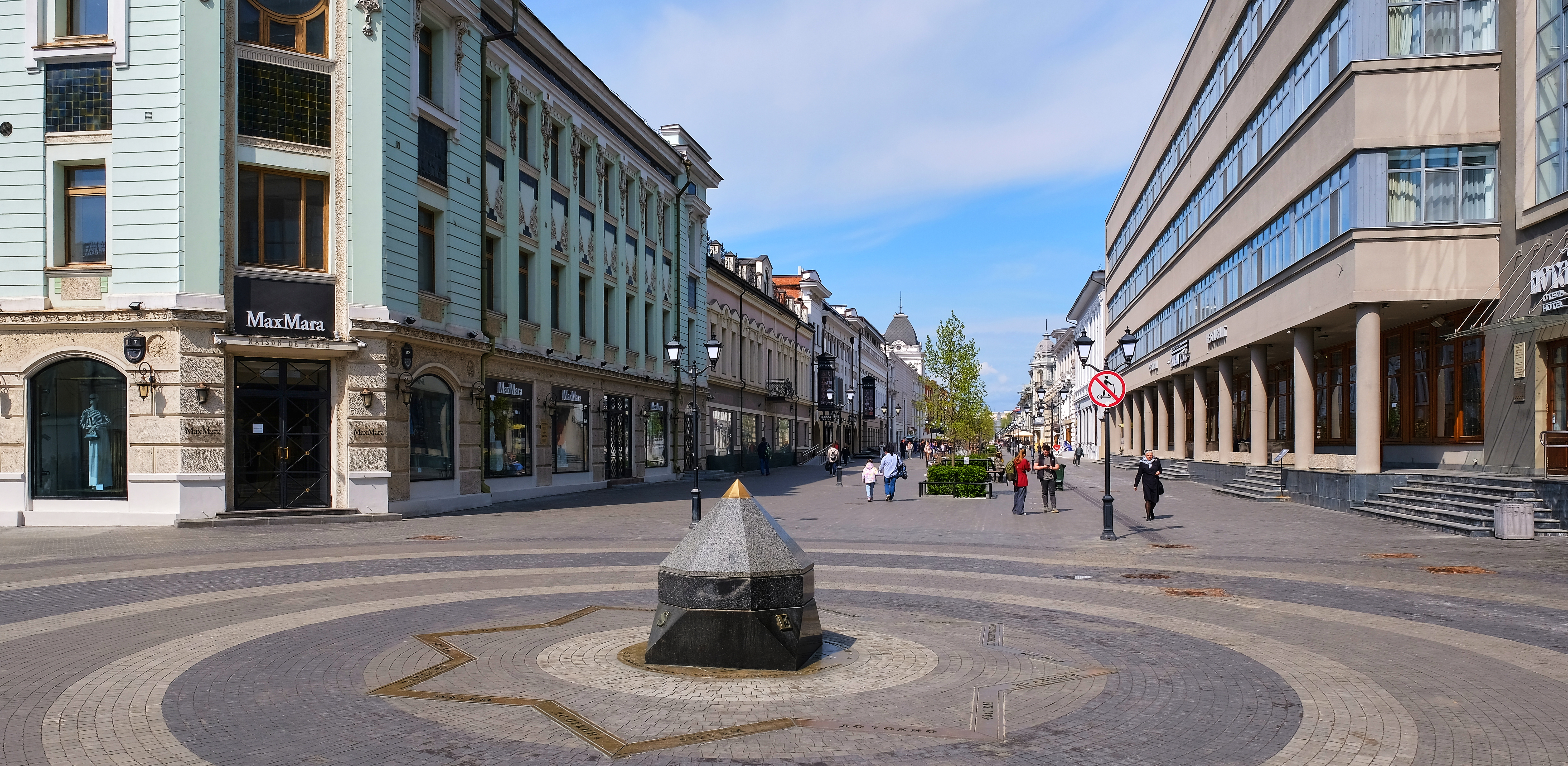
Нулевой километр
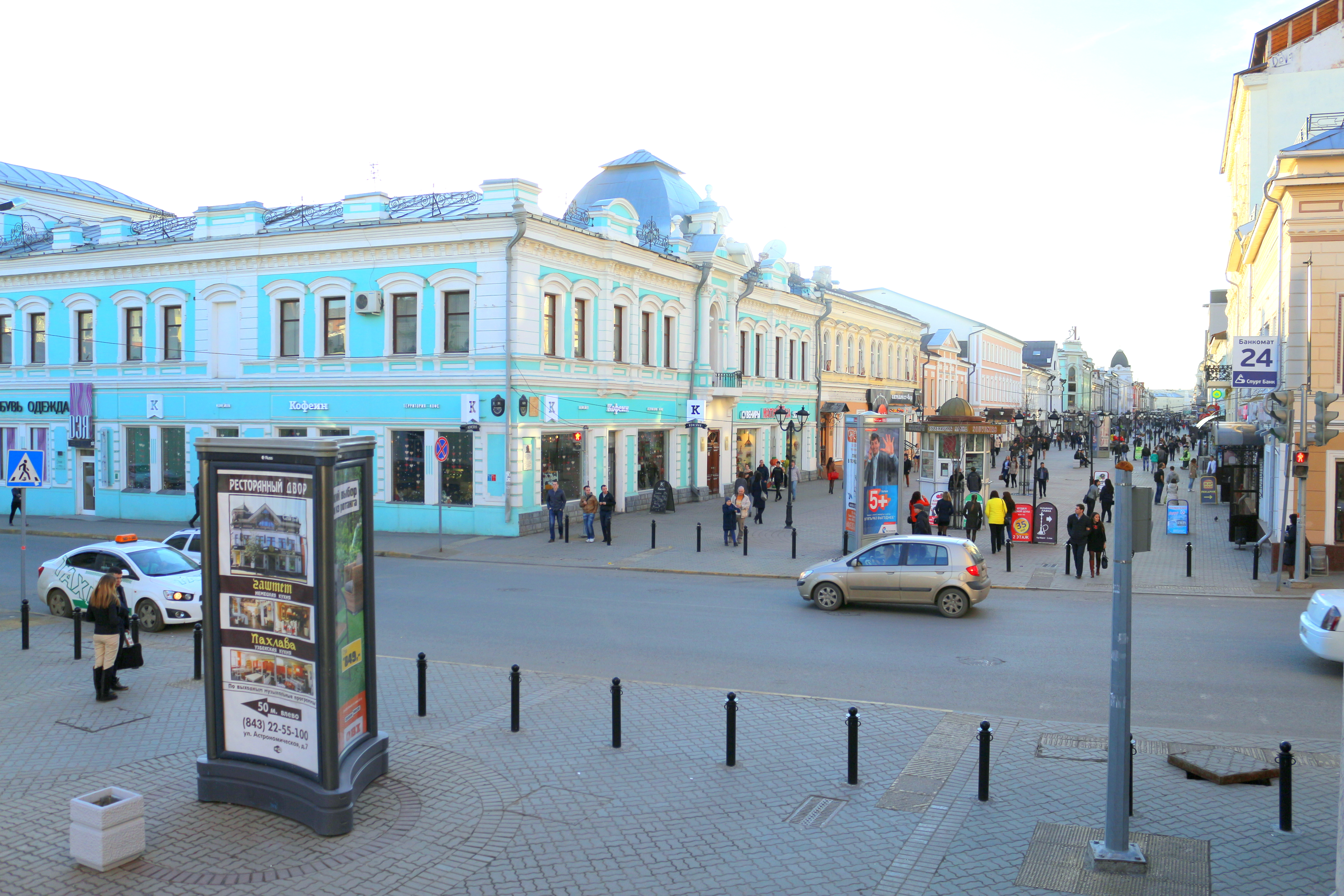
Дом Соломина-Смолина на пересечении с улицей Астрономической
Памятник Шаляпину у одноимённой гостиницы
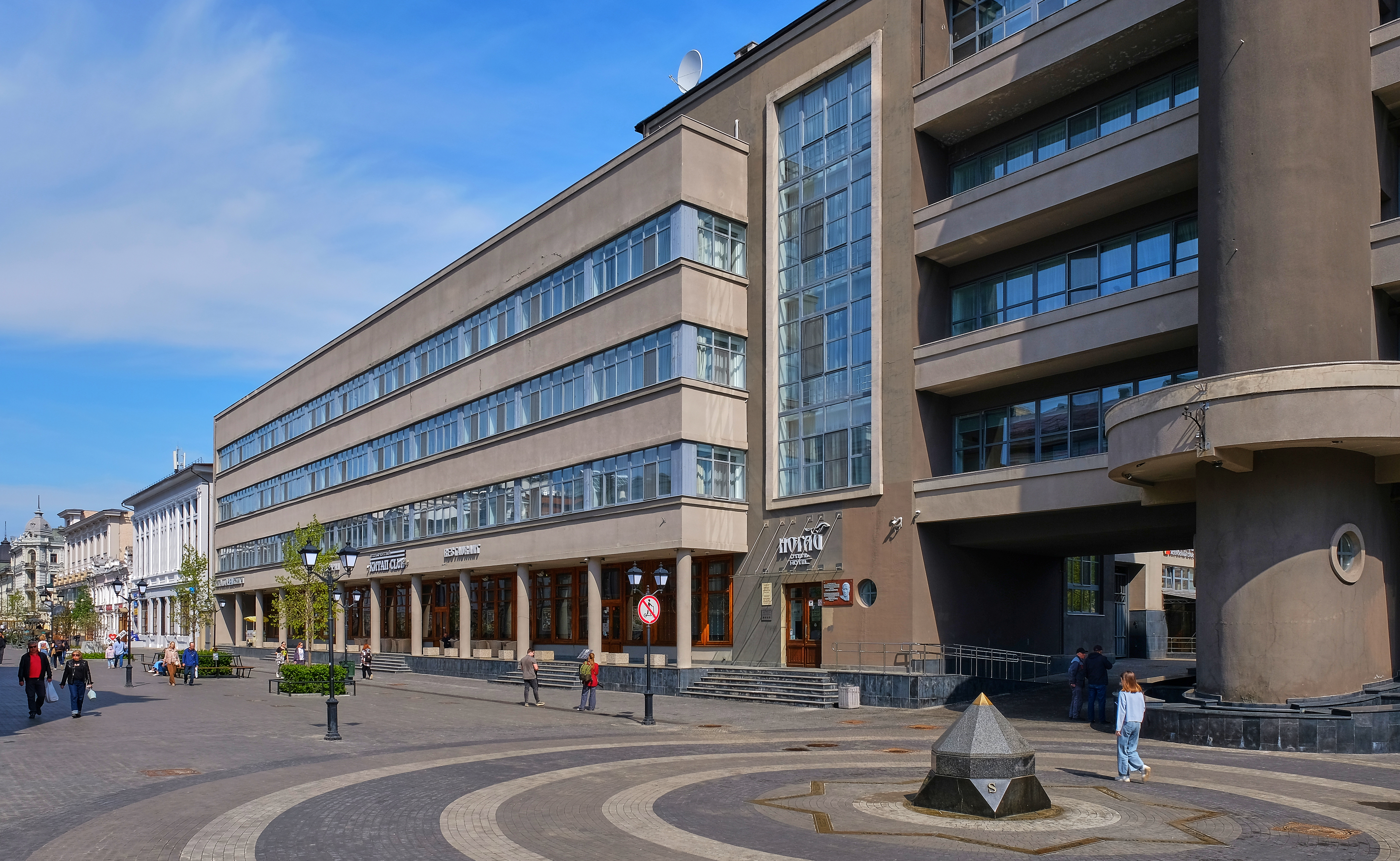
Дом печати
Памятник Коту Казанскому